# Abi prism 310
Pour les articles homonymes, voir Abi, Prism et 310.
L'Abi Prism 310 (TM) est un Séquenceur d'ADN monocapillaire produit par la société PerkinElmer. Le mot "prism" du nom "Abi prism 310" fait référence à l'existence d'un prisme pour diffracter les différentes longueurs d'onde des différents fluorochromes utilisés et les séparer sur différentes zones d'intégration d'une cellule CCD.

## Description
Le séquenceur ressemble à une grosse boite métallique, de couleur grise, faisant environ 1 × 1 × 0,70 mètre de côté. Il est muni de deux portes à l'avant munie chacune d'un hublot pour observer l'intérieur de la machine tout en protégeant l'utilisateur du risque d'électrocution dû à l'utilisation de la haute tension (10 000 V) pour l'électrophorèse capillaire. Dès qu'on ouvre l'une des portes, la machine se met en attente, coupant le courant d'électrophorèse.

### Région du passeur d'échantillon
En bas à droite de la boite, il y a une loge où se trouve un bras robotisé qui constitue le système passeur d'échantillons. Dessus, en position horizontale se trouve un adaptateur de plastique muni d'un détrompeur pour positionner correctement la plaque 96 puits contenant les barrettes de tubes d'échantillons. À l'avant de la plaque d'échantillon se trouve un autre portoir avec 6 emplacements. Dans l'emplacement trois, on met un tube Eppendorf 1,5 ml sans capuchon, rempli d'eau distillée, servant de poubelle pour recevoir les polymères usagés des capillaires après les électrophorèses. dans les emplacements un et deux, on place des petites fioles de verre munies d'un bouchon en plastique percé et munies d'un septum en caoutchouc, lui aussi percé, pour permettre le passage du capillaire et de l'électrode en platine. Le système de septum empêche l'évaporation des liquides contenus dans les fioles. Dans l'emplacement un, la fiole contient du tampon d'électrophorèse. Dans l'emplacement deux, la fiole contient de l'eau distillée, pour les rinçages du capillaire et de l'électrode de platine.

### Région de la plaque chauffante
Au-dessus de la loge du robot passeur d'échantillon, il y a une plaque chauffante, plus ou moins carrée et munie d'une porte isolante, en position verticale, sur laquelle l'opérateur colle le capillaire, à l'aide de ruban adhésif spécial. Cette plaque chauffante est en verre pour pouvoir être facilement nettoyée des traces de colle du ruban adhésif. Elle est destinée à mettre le polymère contenu dans le capillaire à bonne température.

Sur le côté droit de la plaque chauffante se trouve une petite fenêtre qui est l'entrée vers le système optique (entrée du faisceau laser et récupération de la lumière des fluorochromes après désexcitation). Il est nécessaire de positionner la portion du capillaire non recouverte de résine à cet endroit.

Sous la plaque chauffante se situe un système d'accrochage de l'électrode de platine (électrode côté échantillon). Cette électrode pointe vers le bas, en direction du robot passeur d'échantillon. Dans ce système, il y a un canal pour glisser la deuxième extrémité du capillaire le long de l'électrode. On place le capillaire pour qu'il dépasse d'environ 1 mm l'extrémité de l'électrode.

### Région du Gel block
Un élément s'appelle le gel block. Il est fait d'une résine transparente. Une électrode en or y est incluse. Un canal y est percé en son centre avec diverses bifurcations vers des sorties. D'autres éléments y sont fixés :
- la seringue de polymère reliée à un piston,
- la cuve de tampon de migration,
- diverses férules, petits objets en plastiques munis d'un filetage :
  - certaines sont destinées à fermer une entrée du gel block. Elles sont munies d'un joint torique en caoutchouc,
  - une est percée en son centre, et est en forme de pointe pour permettre à l'utilisateur de faire rentrer le capillaire dans le gel block et le mettre en communication avec le polymère du canal qui s'y trouve jusqu'à la cuve de tampon.

### Intérieur de la machine
L'intérieur de la machine contient une carte mère, un laser émettant dans le domaine de l'ultraviolet, une alimentation électrique...

## Suite logicielle
Les données du séquenceur sont transmises à un Apple Power Mac G4 (AGP). Plusieurs logiciels permettent de les traiter :
- Abi prism collection est le logiciel chargé de faire la collecte des données brutes d'électrophorèse.
- Gene-scan Analysis est le logiciel chargé d'analyser les données brutes de gene scan. Ce logiciel, édité en anglais, fonctionne sur Apple Power Mac G4 (AGP). À la fin de chaque électrophorèse, le logiciel effectue les opérations suivantes : alignement des lignes de base ; reconnaissance des pics de marqueur de poids moléculaire (TAMRA) ; reconnaissance de chaque pic, détermination de sa taille et de sa proportion ; et exploitation graphique des résultats. Gene-scan Analysis permet d'exporter les données brutes (format RAW) en format texte, humainement exploitables à l'aide d'un éditeur. Il a été porté sur station Sun par un groupe de doctorants chercheurs travaillant sur le décryptage du génome humain[2],[3].
- Sequencing analysis est le logiciel chargé d'analyser les données brutes de séquençage.
- Genotyper est en option dans la suite logicielle et permet d'analyser les données de gene scan.

## Mise en service
L'appareil doit être placé dans une pièce climatisée. Une température trop élevée permettrait une renaturation des fragments d'ADN et augmenterait le bruit de fond en allant jusqu'à saturer la cellule CCD par agitation thermique.

## Limites de l'appareil
(juin 2024).
Sa qualité peut être largement améliorée en utilisant un vocabulaire plus directement compréhensible.
L'Abi Prism 310 permet de séquencer dans de bonnes conditions des fragments d'ADN d'environ 300 pb. Au-delà, il est nécessaire d'avoir des contigs pour corriger la fin de la séquence. Au-delà de 500 pb l'électrophorègramme n'est pratiquement plus lisible et se confond dans le bruit de fond.

Le début de la séquence produit des pics très forts, quelquefois trop fort et leurs signaux saturent la cellule CCD. De plus, si l'on ne fait pas de purification, les signaux des dNTP libres marqués non incorporés à la fin de la réaction de séquençage se superposent à l'électrophorègramme pouvant compromettre la lecture de certains passages de la séquence. Une purification pour éliminer ces dNTP libres peut aussi enlever tous les fragments de courte taille de la séquence.